# Sœurs ouvrières catéchistes de Notre Dame des Douleurs
Les Sœurs ouvrières catéchistes de Notre Dame des Douleurs (en latin : Congregatio Religiosarum Operariarum Catechistarum Nostrae Dominae a Doloribus) sont une congrégation religieuse féminine catéchiste de droit pontifical.

## Histoire
En 1889, Josefa Campos Talamantes (1872-1950) entre les servantes adoratrices du Saint-Sacrement et de la Charité de Madrid, mais doit les quitter pour raison de santé et retourne dans sa ville natale, Alaquàs, où elle commence à se consacrer à l'enseignement du catéchisme auprès des enfants.
Elle commence la vie commune avec quelques compagnes en 1902. Le directeur spirituel de Josefa, qui est amigonien, leur inculque la dévotion à Notre-Dame des Douleurs car elle est la patronne de son institut. Le 19 mars 1909, il donne l'habit de la Vierge des Douleurs à Josefa et ses premières compagnes.
Victoriano Guisasola y Menéndez, archevêque de Valence, reconnaît la communauté comme union pieuse le 19 mars 1914. L'institut est érigé en congrégation religieuse de droit diocésain le 25 janvier 1925 par Prudencio Melo y Alcalde (es) puis reconnu de droit pontifical le 14 avril de la même année par Pie XI; ce jour-là, Josefa ainsi que trente compagnes, prononcent leurs premiers vœux religieux. La fondatrice prend le nom de Josefa de la Vierge des Douleurs, elle est aussi nommée supérieure générale.

## Activités et diffusion
Les sœurs se consacrent à la catéchèse des enfants et des adultes et aux retraites spirituelles.
Elles sont présentes en:
- Europe : Espagne.
- Amérique centrale : Costa Rica, Nicaragua.
- Amérique du Sud : Colombie, Pérou.

La maison-mère est à Alaquàs.
En 2017, la congrégation comptait 47 sœurs dans 7 maisons.